# Die Hards
Die Hards är the Casualties fjärde album, utgivet 2001.

## Låtlista
1. "Nightmare" - 2:59
2. "City Council" - 2:06
3. "Ruining It All" - 1:26
4. "Get Off My Back" - 2:18
5. "Victims" - 2:59
6. "This Is Your Life" - 2:26
7. "Die Hards" - 2:35
8. "No Turning Back" - 2:19
9. "Can't Stop Us" - 2:44
10. "Mierda Mundial" - 2:35
11. "Punk Rock" - 2:01
12. "Divide and Conquer" - 2:23
13. "Made in N.Y.C." - 2:26